# Эгла
Э́гла (др.-греч. Αἴγλη «сияние») — в древнегреческой мифологии — нимфа, дочь Панопея.
По одному из вариантов, была возлюбленной Тесея. Полюбив её, он бросил Ариадну. Строки о ней вычеркнул афинский тиран Писистрат .
Согласно Антимаху, хариты — дочери Эглы и Гелиоса. Возможно, речь идет о другой Эгле.
В честь Эглы назван астероид (96) Эгла, открытый в 1868 году.